# Клубний чемпіонат світу з футболу 2011 (склади)
У таблиці нижче представлені склади команд-учасниць клубного чемпіонату світу з футболу 2011 року. До складу повинно було входити по 23 гравця, з них 3 — голкіпери. Остаточні списки з 23 осіб необхідно було подати до 28 листопада, вибравши остаточні заявки з попередніх списків по 30 гравців. За 24 години до свого першого матчу команди мали право замінити травмованого футболіста.

## «Аль-Садд»
Головний тренер:  Хорхе Фоссаті
| №  | Поз. | Нац.           | Гравець            |
| -- | ---- | -------------- | ------------------ |
| 1  | ВР   | Катар          | Саад аш-Шиб        |
| 3  | ЗХ   | Алжир          | Надір Бельхадж     |
| 4  | ЗХ   | Південна Корея | Лі Чжун Су         |
| 5  | ПЗ   | Катар          | Весам Різік        |
| 6  | ЗХ   | Катар          | Мохаммед Касула    |
| 7  | НП   | Катар          | Юсеф Ахмед         |
| 8  | ЗХ   | Катар          | Месаад аль-Хамад   |
| 9  | НП   | Сенегал        | Мамаду Ньянг       |
| 10 | ПЗ   | Катар          | Абдурабб аль-Язіді |
| 11 | НП   | Катар          | Хассан аль-Хайдос  |
| 12 | НП   | Кот-д'Івуар    | Абдул Кадер Кейта  |
| 13 | ЗХ   | Катар          | Ібрагім Маджід     |

| №  | Поз. | Нац.  | Гравець           |
| -- | ---- | ----- | ----------------- |
| 14 | НП   | Катар | Халфан Ібрагім    |
| 15 | ПЗ   | Катар | Талал аль-Блуші   |
| 16 | ЗХ   | Катар | Тахер Закарія     |
| 17 | НП   | Катар | Магід Мохамед     |
| 18 | ВР   | Катар | Мохамед Сакр      |
| 19 | ВР   | Катар | Муханнад Наїм     |
| 20 | НП   | Катар | Алі Афіф          |
| 21 | ЗХ   | Катар | Абдулла Коні      |
| 25 | ПЗ   | Катар | Алі Асадалла      |
| 28 | ЗХ   | Катар | Нассер Набіль     |
| 30 | ПЗ   | Катар | Абделкарім Хассан |

## «Окленд Сіті»
Головний тренер:  Рамон Трибульєтч
| №  | Поз. | Нац.          | Гравець           |
| -- | ---- | ------------- | ----------------- |
| 1  | ВР   | Нова Зеландія | Джейкоб Спунлі    |
| 3  | ЗХ   | Нова Зеландія | Іан Гогг          |
| 4  | ЗХ   | Нова Зеландія | Сем Кемпбелл      |
| 5  | ЗХ   | Іспанія       | Анхель Берланга   |
| 6  | ПЗ   | Нова Зеландія | Чад Кумбс         |
| 7  | ЗХ   | Нова Зеландія | Джеймс Прітчетт   |
| 8  | ПЗ   | Нова Зеландія | Девід Малліген    |
| 9  | НП   | Іспанія       | Манель Ешпосіто   |
| 10 | НП   | Коста-Рика    | Луїс Корралес     |
| 11 | НП   | Хорватія      | Даніель Копрівчіч |
| 12 | ВР   | Нова Зеландія | Ліам Літтл        |

| №  | Поз. | Нац.          | Гравець              |
| -- | ---- | ------------- | -------------------- |
| 13 | ПЗ   | Нова Зеландія | Алекс Фенерідіс      |
| 14 | НП   | Англія        | Адам Дікікнсон       |
| 15 | ПЗ   | Нова Зеландія | Іван Віцеліч         |
| 16 | ПЗ   | Іспанія       | Альберт Рієра Відаль |
| 17 | ПЗ   | Нова Зеландія | Адам Макджордж       |
| 18 | ВР   | Англія        | Пол Готард           |
| 20 | НП   | Аргентина     | Емільяно Таде        |
| 21 | ПЗ   | Іспанія       | Андреу               |
| 22 | ЗХ   | Нова Зеландія | Ендрю Мілн           |
| 23 | ЗХ   | Нова Зеландія | Саймон Армс          |
| 27 | ЗХ   | Нова Зеландія | Том Дойл             |

## «Барселона»
Головний тренер:  Хосеп Гвардіола
| №  | Поз. | Нац.      | Гравець            |
| -- | ---- | --------- | ------------------ |
| 1  | ВР   | Іспанія   | Віктор Вальдес     |
| 2  | ЗХ   | Бразилія  | Дані Алвес         |
| 3  | ЗХ   | Іспанія   | Жерар Піке         |
| 4  | ПЗ   | Іспанія   | Сеск Фабрегас      |
| 5  | ЗХ   | Іспанія   | Карлес Пуйоль      |
| 6  | ПЗ   | Іспанія   | Хаві Ернандес      |
| 7  | НП   | Іспанія   | Давід Вілья        |
| 8  | ПЗ   | Іспанія   | Андрес Іньєста     |
| 9  | НП   | Чилі      | Алексіс Санчес     |
| 10 | НП   | Аргентина | Ліонель Мессі      |
| 11 | ПЗ   | Іспанія   | Тьяго Алькантара   |
| 13 | ВР   | Іспанія   | Хосе Мануель Пінто |

| №  | Поз. | Нац.      | Гравець             |
| -- | ---- | --------- | ------------------- |
| 14 | ПЗ   | Аргентина | Хав'єр Маскерано    |
| 15 | ПЗ   | Малі      | Сейду Кейта         |
| 16 | ПЗ   | Іспанія   | Серхіо Бускетс      |
| 17 | НП   | Іспанія   | Педро               |
| 18 | ПЗ   | Мексика   | Джонатан дос Сантос |
| 19 | ЗХ   | Бразилія  | Максвелл            |
| 21 | ЗХ   | Бразилія  | Адріано Коррея      |
| 22 | ЗХ   | Франція   | Ерік Абідаль        |
| 24 | ЗХ   | Іспанія   | Андреу Фонтас       |
| 25 | ВР   | Іспанія   | Оєр Оласабаль       |
| 27 | НП   | Іспанія   | Ісаак Куенка        |

## «Есперанс»
Головний тренер:  Набіл Маалул
| №  | Поз. | Нац.    | Гравець            |
| -- | ---- | ------- | ------------------ |
| 1  | ВР   | Туніс   | Моез Бен-Шерифія   |
| 2  | ПЗ   | Туніс   | Зінелабідін Суїссі |
| 3  | ЗХ   | Камерун | Яя Банана          |
| 6  | ЗХ   | Малі    | Ідрісса Кулібалі   |
| 7  | НП   | Туніс   | Халед Аярі         |
| 8  | НП   | Туніс   | Едрісс Мірссі      |
| 9  | НП   | Туніс   | Аймен Бен Амор     |
| 10 | ПЗ   | Туніс   | Уссама Дарражі     |
| 12 | ЗХ   | Туніс   | Халіл Шеммам       |
| 13 | НП   | Туніс   | Таа Яссін Хеніссі  |
| 15 | НП   | Камерун | Яннік Н'Дженг      |
| 16 | ВР   | Туніс   | Арбі Меджрі        |

| №  | Поз. | Нац.  | Гравець            |
| -- | ---- | ----- | ------------------ |
| 17 | ПЗ   | Туніс | Самех Дербалі      |
| 18 | ПЗ   | Туніс | Ваджді Буаззі      |
| 19 | ПЗ   | Туніс | Халед Муелі        |
| 20 | ЗХ   | Туніс | Мохамед Бен Мансур |
| 21 | ПЗ   | Туніс | Межді Трав'ї       |
| 22 | ВР   | Туніс | Вассім Науара      |
| 23 | ПЗ   | Туніс | Халед Корбі        |
| 26 | ЗХ   | Гана  | Гаррісон Аффул     |
| 27 | ПЗ   | Туніс | Сафуен Бен Салем   |
| 28 | ПЗ   | Туніс | Юссеф Мсакні       |
| 29 | ЗХ   | Туніс | Уалід Хішері       |

## «Монтеррей»
Головний тренер:  Віктор Мануель Вусетіч
| №  | Поз. | Нац.    | Гравець            |
| -- | ---- | ------- | ------------------ |
| 1  | ВР   | Мексика | Хонатан Ороско     |
| 2  | ЗХ   | Мексика | Северо Меса        |
| 4  | ЗХ   | Мексика | Рікардо Осоріо     |
| 5  | ЗХ   | Мексика | Дарвін Чавес       |
| 6  | ЗХ   | Мексика | Ектор Моралес      |
| 7  | ПЗ   | Мексика | Хесус Корона       |
| 8  |      | Мексика | Луїс Ернесто Перес |
| 9  | НП   | Мексика | Альдо де Нігріс    |
| 11 | НП   | Мексика | Серхіо Сантана     |
| 12 | ВР   | Мексика | Хесус Даутт        |
| 13 | НП   | Мексика | Даріо Карреньйо    |
| 14 | ПЗ   | Мексика | Сесар де ла Пенья  |

| №  | Поз. | Нац.      | Гравець             |
| -- | ---- | --------- | ------------------- |
| 15 | ЗХ   | Аргентина | Хосе Марія Басанта  |
| 16 | ПЗ   | Мексика   | Луїс Мадрігал       |
| 17 | ПЗ   | Мексика   | Хесус Савала        |
| 18 | ПЗ   | Аргентина | Нері Кардосо        |
| 19 | НП   | Аргентина | Сесар Дельгадо      |
| 20 | ПЗ   | Еквадор   | Вальтер Айові       |
| 21 | ЗХ   | Мексика   | Ірам М'єр           |
| 22 | НП   | Мексика   | Марсело Касаубон    |
| 23 | ВР   | Мексика   | Хуан де Діос Ібарра |
| 24 | ЗХ   | Мексика   | Серхіо Перес Моя    |
| 26 | НП   | Чилі      | Умберто Суасо       |

## «Сантос»
Головний тренер:  Мурісі Рамальйо
| №  | Поз. | Нац.     | Гравець       |
| -- | ---- | -------- | ------------- |
| 1  | ВР   | Бразилія | Рафаел Кабрал |
| 2  | ЗХ   | Бразилія | Еду Драсена   |
| 3  | ЗХ   | Бразилія | Лео           |
| 4  | ЗХ   | Бразилія | Даніло        |
| 5  | ПЗ   | Бразилія | Ароука        |
| 6  | ЗХ   | Бразилія | Дурвал        |
| 7  | ПЗ   | Бразилія | Енріке        |
| 8  | ПЗ   | Бразилія | Елано         |
| 9  | НП   | Бразилія | Боржес        |
| 10 | ПЗ   | Бразилія | Гансо         |
| 11 | НП   | Бразилія | Неймар        |
| 12 | ВР   | Бразилія | Аранья        |

| №  | Поз. | Нац.     | Гравець           |
| -- | ---- | -------- | ----------------- |
| 13 | ЗХ   | Бразилія | Бруно Агіар       |
| 14 | ЗХ   | Бразилія | Бруно Родріго     |
| 15 | ПЗ   | Бразилія | Андерсон Карвалью |
| 16 | ЗХ   | Бразилія | Винісіус Сімон    |
| 17 | ПЗ   | Бразилія | Феліпе Андерсон   |
| 18 | ПЗ   | Бразилія | Ібсон             |
| 19 | НП   | Бразилія | Алан Кардек       |
| 20 | НП   | Колумбія | Васон Рентерія    |
| 21 | ЗХ   | Бразилія | Пара              |
| 22 | НП   | Бразилія | Діого Луїс Санто  |
| 23 | ВР   | Бразилія | Владімір Араужо   |

## «Касіва Рейсол»
Головний тренер:  Нельсінью Баптіста
| №  | Поз. | Нац.           | Гравець            |
| -- | ---- | -------------- | ------------------ |
| 1  | ВР   | Японія         | Кадзусіге Кіріхата |
| 2  | ЗХ   | Японія         | Таканорі Накадзіма |
| 3  | ЗХ   | Японія         | Наоя Кондо         |
| 4  | ЗХ   | Японія         | Хірокі Сакаї       |
| 5  | ЗХ   | Японія         | Тацуя Масусіма     |
| 6  | ЗХ   | Південна Корея | Пак Дон Хьок       |
| 7  | ПЗ   | Японія         | Хідекадзу Отані    |
| 8  | ПЗ   | Японія         | Масакацу Сава      |
| 9  | НП   | Японія         | Хідеакі Кітадзіма  |
| 10 | ПЗ   | Бразилія       | Леандро Домінгес   |
| 11 | НП   | Японія         | Рьохей Хаясі       |
| 13 | ПЗ   | Японія         | Акіхіро Хьодо      |

| №  | Поз. | Нац.           | Гравець         |
| -- | ---- | -------------- | --------------- |
| 15 | ПЗ   | Бразилія       | Жорже Вагнер    |
| 16 | ВР   | Японія         | Кодзі Інада     |
| 17 | ПЗ   | Північна Корея | Ан Йон Хак      |
| 18 | ПЗ   | Японія         | Дзюнья Танака   |
| 19 | НП   | Японія         | Масато Кудо     |
| 20 | ПЗ   | Японія         | Акімі Барада    |
| 21 | ВР   | Японія         | Таканорі Сугено |
| 22 | ЗХ   | Японія         | Ватару Хасімото |
| 28 | ПЗ   | Японія         | Рьоїті Курісава |
| 29 | ПЗ   | Японія         | Кокі Мідзуно    |
| 32 | ПЗ   | Японія         | Рьосуке Яманака |